# Mentawak Baru
Mentawak Baru is een bestuurslaag in het regentschap Sarolangun van de provincie Jambi, Indonesië. Mentawak Baru telt 3177 inwoners (volkstelling 2010).